# لوحة إعلانية بواسطة حرفيين ضد العروض الترويجية غير الصحية

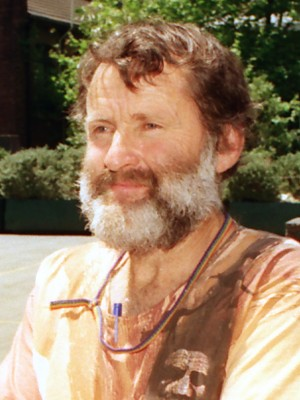

اللافتة الاعلانية بواسطة الحرفيين ضد العروض الترويجية الغير صحية ، أو" بي. يو. جي. أى . يو . بي " («التافه») هي حركة فنية تخريبية أسترالية. يعمل على تخريب لوحة الإعلانات من خلال تبديل أو التعديل الكتابات اللافتات الإعلانية التي تروج لشيء يعتبر غير صحي.

## النشأة
بدأت الحركة في سيدني الداخلية في أكتوبر 1979، وانتشرت لاحقًا إلى ملبورن وهوبارت وأديلايد وبرث. كانت نشطة منذ ذلك الحين، على الرغم من أن ذروة نشاطها كانت في أواخر السبعينيات وأوائل منتصف الثمانينيات، جاء العديد من الأعضاء من خلفيات مهنية وجامعية. كان بيل سنو أحد الأعضاء المؤسسين، الذي بدأ لأول مرة في تغيير لوحات التبغ بالكتابات على الجدران، واستمر في النشاط في حملات مكافحة التدخين وإلقاء القمامة. صاغ كل من بيل سنو وريك بولزان وجيف كولمان معًا الاختصار " بي. يو. جي. أى . يو . بي " وبدأوا بإضافته إلى اللوحات الإعلانية المعدلة، لربط الكتابة على الجدران بحركة بدلاً من النشاط العشوائي للأفراد.
تستهدف الحركة بشكل أساسي إعلانات السجائر والكحول، وغالبًا ما تشوش الرسائل وتضيف آخرين للترويج لوجهة نظرهم بأن المنتج غير صحي. كما تم استهداف إعلانات الكولا والمشروبات الغازية. كان السياسي السابق في نيو ساوث ويلز آرثر تشيسترفيلد إيفانز عضوًا في " بي. يو. جي. أى . يو . بي " قبل دخول السياسة. كان أعضاء " بي. يو. جي. أى . يو . بي " المعروفون الآخرون هم اللورد بلودي ووغ رولو وبيترفوغل و فرد كول.

## تاثير الجدل الدعائي للتبغ في أستراليا
يذكر مجلس السرطان في غرب أستراليا أن حملة " بي. يو. جي. أى - أب " في منتصف الثمانينيات «جعلت الجدل الإعلاني أكثر تطرفًا وجعلت فجأة أكثر احترامًا للجمعيات والكليات الطبية المحافظة سابقًا لإثارة القفص التشريعي»، ذكرت مراسلة ديلي نيوز السابقة جوان فاولر أنه قبل حملات " بي. يو. جي. أى . يو . بي " في الثمانينيات لم يكن الصحفيون مستعدين لنشر مقالات تنتقد صناعة التبغ لأنه كان يُنظر إليهم على أنهم مبتذلون.  تم جعل جميع أشكال الإعلان عن التبغ تقريبًا غير قانونية في أستراليا في عام 1992.

## الاطلاع على
- بيتر فوغل
- أضرار التبغ